# Штормове море біля молу

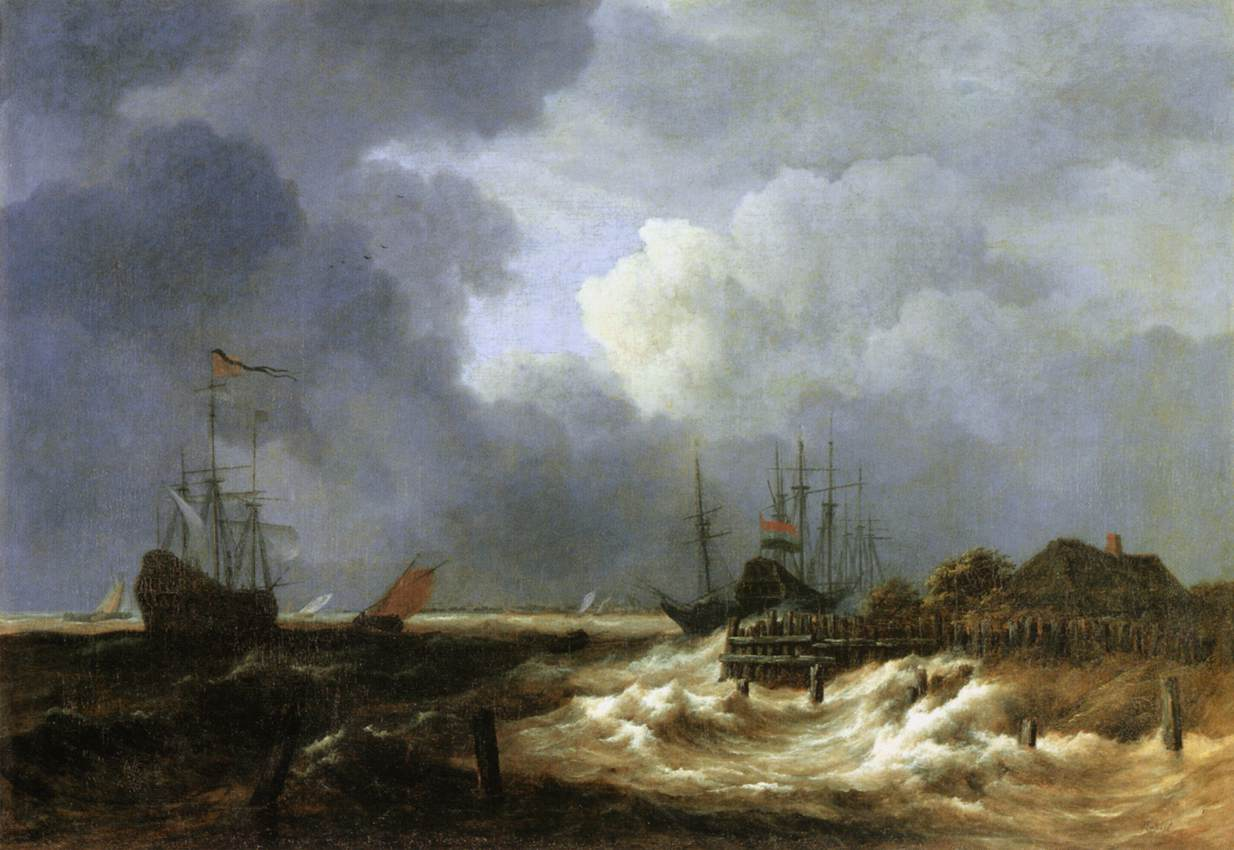
Штормове море біля молу, також відомий як Хвилеріз Якоба ван Рейсдала

«Штормове море біля молу», також відомий як «Хвилеріз», — це картина олійними фарбами на полотні 1670 року голландського художника золотого віку Якоба ван Рейсдала. Знаходиться в колекції паризького Лувру.
Картина називається «Шторм на морі біля дамб Голландії» в каталозі raisonné 1911 року Хофстеда де Грота; це каталожний номер 961. Він написав: «Праворуч — дамба, обсаджена палями, за якою — рибальська хата з кількома деревами. На лівому куті дамби розбиваються великі хвилі. Далі позаду височіють щогли кількох великих суден, а також корма з голландським прапором." Картина називається "Штормове море біля молу" в каталозі Slive 2001 р. Raisonné of Ruisdael, каталожний номер 653.
У 19 столітті Вінсент Ван Гог назвав цю картину Рейсдала разом із картинами «Кущ» і «Промінь світла» «чудовими».
У Луврі є французька мова: «L'Estacade ou Gros temps sur une digue de Hollande, dit aussi Une tempête». Його інвентарний номер INV. 1818 рік. Його розміри 110 см х 160 см.